# Heinrich Wilhelm Hahn der Jüngere
Heinrich Wilhelm Hahn der Jüngere (* 9. Januar 1795 in Hannover; † 19. April 1873 ebenda) war ein deutscher Buchhändler und Verleger des 19. Jahrhunderts.

## Leben
Heinrich Wilhelm Hahn wurde als Sohn des gleichnamigen Buchhändlers und Verlegers Heinrich Wilhelm Hahn geboren und besuchte die Schule zeitweilig in Worms. Hahn durchlief eine Lehre als Buchhändler und studierte von 1814 bis 1816 an der Georg-August-Universität Göttingen Geschichte bei Arnold Heeren. Er war Mitglied des Corps Hannovera Göttingen.

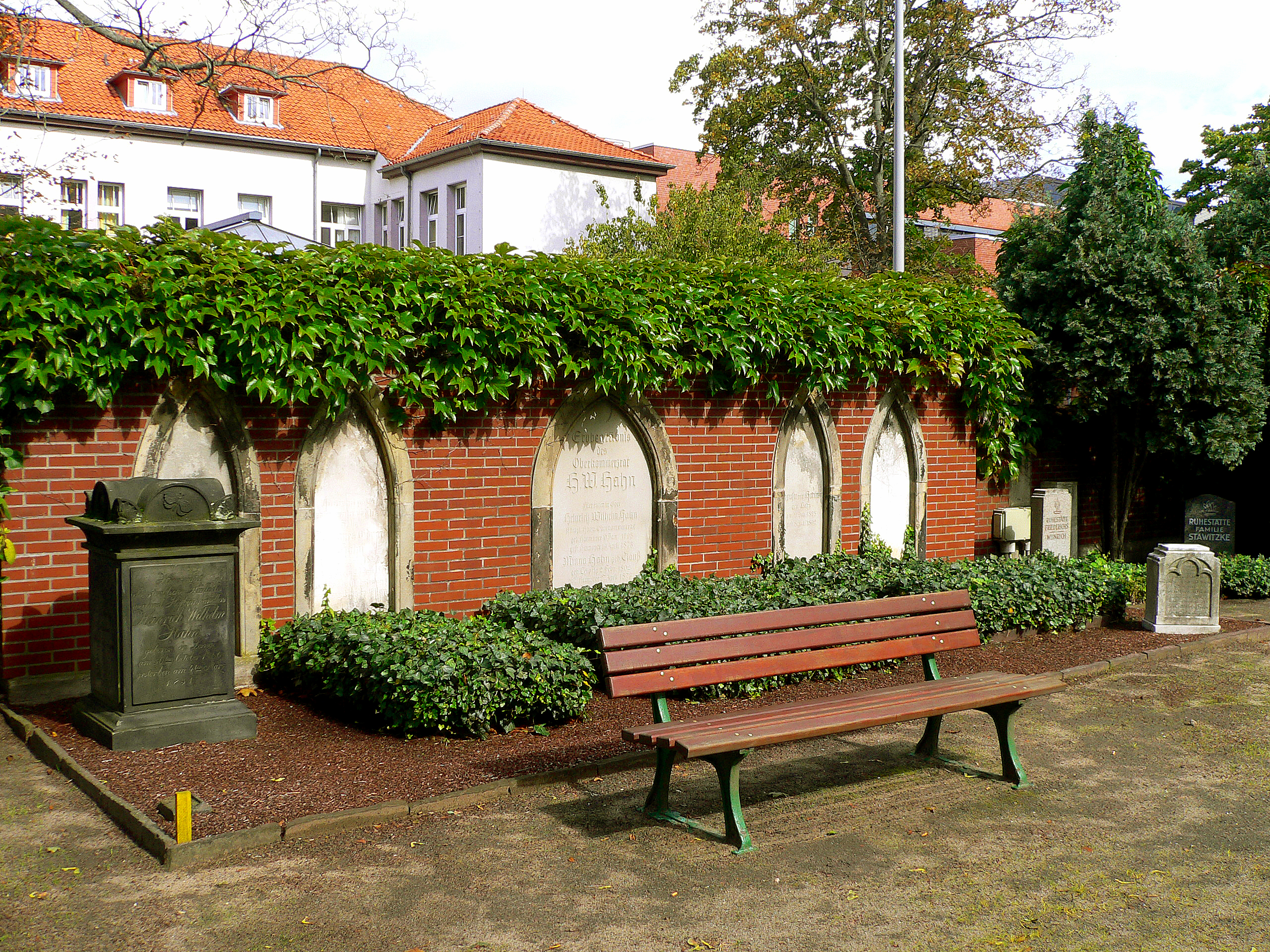
Erbbegräbnis auf dem Neuen St.-Nikolai-Friedhof; ganz links der umgesetzte Grabstein von Hahn d. Ä.

Nach einigen Bildungsreisen in das Ausland trat er 1818 in die Hahnsche Hofbuchhandlung in Hannover ein. Das Leipziger Geschäft wurde bis 1843 von seinem jüngeren Bruder Bernhard Heinrich Hahn geleitet.
Mit dem Tode seines Vaters übernahm Heinrich der Jüngere die Königliche Hofbuchhandlung in Hannover ganz, das Leipziger Geschäft 1843.
Nachdem 1842 Karl Goedeke nach Hannover gezogen war, begann eine enge Freundschaft zwischen den beiden Männern; – Goedeke veröffentlichte seine ersten Werke in der Hahnschen Hofbuchhandlung.
Hahn baute die Verlagsbuchhandlung weiter aus. Unter den zahlreichen von ihm verlegten wissenschaftlichen Werken ragten die von Leibniz an Reputation heraus. Auf Vermittlung seines ehemaligen Göttinger Kommilitonen Georg Heinrich Pertz, den er aus den Vorlesungen von Arnold Heeren kannte und der inzwischen erster Präsident der Monumenta Germaniae Historica geworden war, wurde Hahn im Jahr 1826 zum Verleger der Monumenta. Die lateinische Verlagsangabe auf den Titelseiten der Monumenta-Bände lautete: Impensis Bibliopolii Hahniani (Verlagsbuchhandlung Hahn) oder Impensis Bibliopolii Aulici Hahniani (Hof-Verlagsbuchhandlung Hahn). Auch Pertz Nachfolger im Präsidium der Monumenta Georg Waitz verlegte bei Hahn und trug so zur bis heute andauernden Schwerpunktbildung des Verlages in der deutschen Mediävistik bei.
Auf Heinrich Wilhelm Hahn d. J. ging 1848 die Idee der Einrichtung einer deutschen Nationalbibliothek zurück, die allerdings erst lange nach seinem Tod durch die Gründung der Deutschen Bücherei in Leipzig 1912 realisiert wurde. Eine entsprechende Eingabe Hahns zur Einrichtung einer Reichsbibliothek wurde 1848 vom Präsidenten der Frankfurter Nationalversammlung Heinrich von Gagern als politische Forderung übernommen, jedoch zunächst nicht umgesetzt.
Das Familien-Erbbegräbnis Heinrich Wilhelm Hahn d. J. liegt auf dem Neuen St.-Nikolai-Friedhof in Hannovers Stadtteil Nordstadt.